# 達因·再努丁
敦仄阿都達因·再努丁 （1938年4月29日—2024年11月13日），马来西亚政治家和商人。
达因于1984年至1991年担任两次马哈迪政府的财政部长。2024年1月，达因被昌明政府指控未向马来西亚反贪污委员会申报个人财产而受到政府当局的调查。他将此案描述为长期竞争对手安华·依布拉欣捏造的政治迫害。该案事后在检方撤销指控后，法庭宣判达因无罪释放。2024年11月13日，達因·再努丁因中风在八打灵再也阿松大医院逝世。

## 被指控涉及貪腐
2023年5月，馬來西亞反貪污委員會計劃对一名“前高级部长”展开调查，指控其在1984 年至 2001 年期间擔任Renong和UEM集團財務官挪用挪用23億令吉的資金，並且相關調查是潘朵拉文件公開內容的一部分。然而该计划直到達因·再努丁于2024年逝世后，检方沒有提出任何指控。